# Норберто Алонсо
Норберто Освалдо Алонсо (рођен 4. јануара 1953), колоквијално познат као "Бето" Алонсо, је аргентински бивши фудбалски везњак, који је играо већину каријере за аргентински клуб Ривер Плејт, где је освојио 9 титула. И даље је један од њихових најистакнутијих играча. Он се налази на петом месту у рекордима свих времена за голове Ривер Плејта са 149 голова  и 7. месту у њиховом рекорду свих времена са 374 одиграна меча. Бивши шампион Копа Либертадоресa, Интерконтиненталног купа и ФИФА шампион у Светском купу, Алонсо је редовно сматран једним од најбољих јужноамеричких играча током 1970-их.